# Télévision au Chili

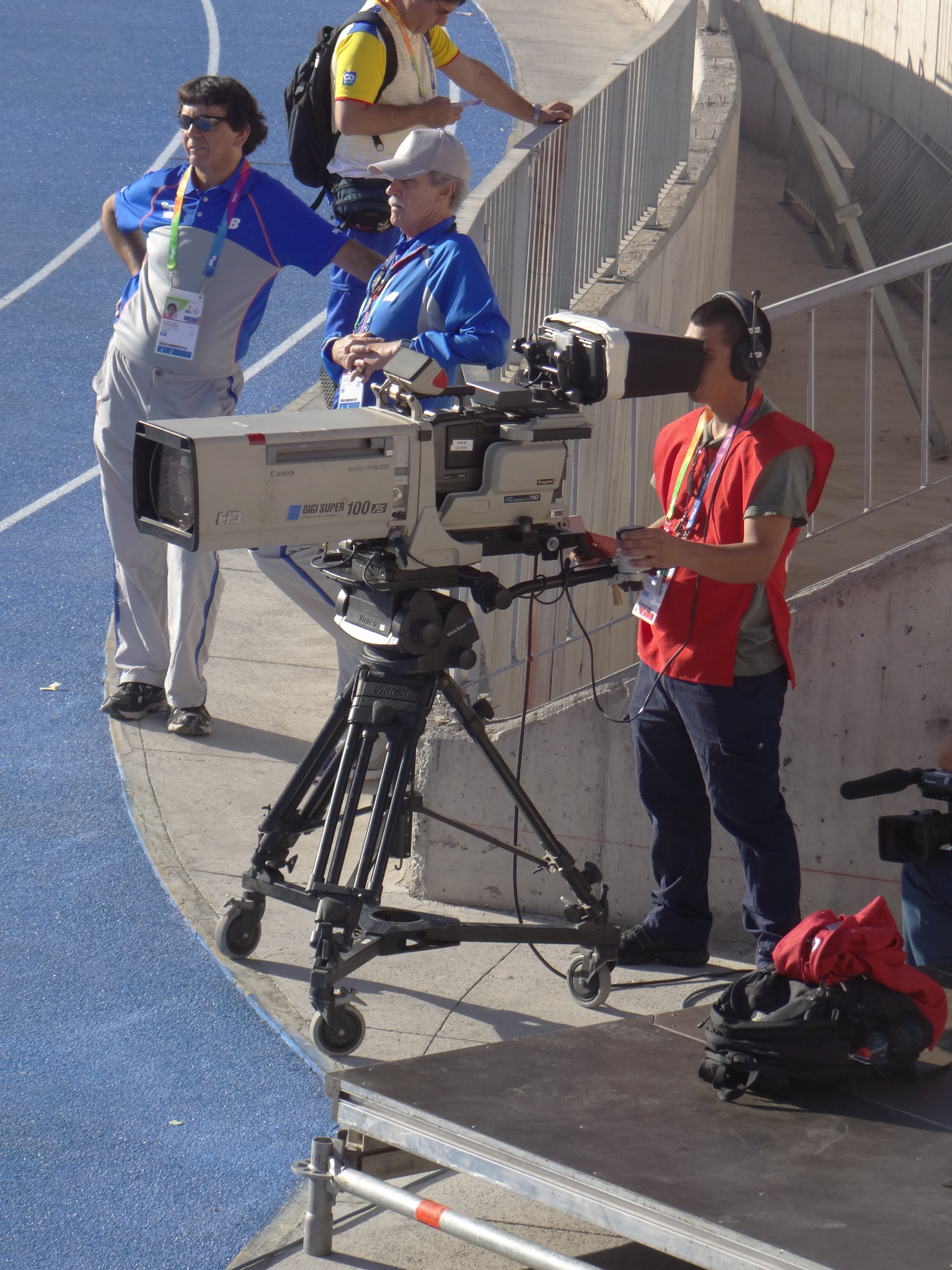
Transmission de télévision à Santiago.

La télévision au Chili est introduite en 1957, mais ne se développe réellement qu'à partir de la fin des années 1960.

## Histoire
Il faut environ quinze ans à la télévision pour se développer dans les foyers chiliens. Il n'y a alors pas de projet national pour développer les infrastructures de télévision et les droits de douanes sur les matériels nécessaires à l'émission et la réception sont très élevés.
En 1958, un règlement est approuvé au niveau national pour résoudre ce vide juridique, ce qui accélère le développement de ce média, mais l'élection de Jorge Alessandri Rodríguez stoppe temporairement le processus. Il considère en effet que le développement de la télévision par l’État est coûteux et inutile. Cependant, il infléchit progressivement sa position sous l'influence des universités. En août 1959, après sept années de travail, l'université de Valparaíso met en place un programme de diffusion télévisée expérimental. L'université du Chili fait de même un an plus tard. Malgré ces projets, la télévision reste, jusqu'en 1962, expérimentale et les horaires de diffusion réduits. Conformément à la loi, elle ne diffuse pas de publicité.
En 1962, avec l'accueil par le Chili de la Coupe du monde de football 1962, la diffusion de la télévision s'accélère dans le pays. Les télévisions universitaires se renforcent mais la création de chaînes privées est toujours interdite. De plus, les chaînes universitaires sont limitées dans leur zone de diffusion.
Le groupe public Televisión Nacional de Chile est imaginée en 1968, créée le 31 janvier 1969 par Eduardo Frei Montalva, et commence à diffuser le 18 septembre 1969. TVN permet de développer la diffusion partout dans le pays, formant un vaste réseau de télévision présent partout au Chili. L'interdiction publicitaire est levée est TVN se tourne rapidement vers le commercial plutôt que le culturel. À l'époque de la création de TVN, le réseau de téléviseurs est encore très restreint au Chili.
À partir de la fin des années 2000, l'audiovisuel public, composé uniquement de TVN, traverse une grave crise financière, accumulant les pertes et les licenciements d'employés. Elle est encore accentuée à la suite de la pandémie de Covid-19. 

## Liste des chaînes de télévision chiliennes

### Chaînes de télévision terrestres
- Telecanal
- La Red
- UCV Télévision
- TVN (propriétaire Televisión Nacional de Chile)
- Mega
- Chilevisión
- Canal 13

### Chaînes de télévision par câble
- 13C
- 24 Horas (propriétaire Televisión Nacional de Chile)
- CNN Chile
- ARTV
- Canal del Fútbol
- CDtv
- ETC
- Teletrak TV
- Vía X
- Zona Latina
- Bang TV
- Vive!
- Canal del Deporte Olímpico